# Elzerina binderi
Elzerina binderi är en mossdjursart som först beskrevs av Busk 1861.  Elzerina binderi ingår i släktet Elzerina och familjen Flustrellidridae. Inga underarter finns listade i Catalogue of Life.